# Mike Pride

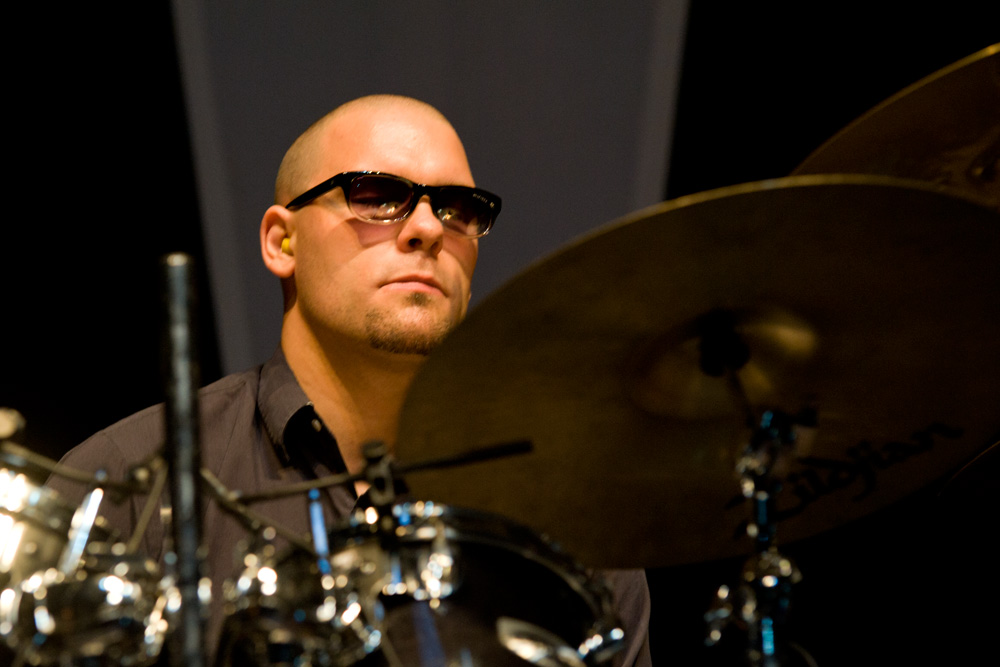
Mike Pride, Moers Festival 2012

Mike Pride (* 7. Juli 1979 in Portland, Maine) ist ein US-amerikanischer Jazz-, Improvisations- und Rockmusiker (Schlagzeug, Gesang, Komposition).

## Leben und Wirken
Pride wuchs im südlichen Maine auf und hatte Unterricht bei Les Harris, Jr., Bill Street und Matt Wilson; in dieser Zeit trat er u. a. mit David Baker auf. Seit 2000 lebt er in New York City, studierte bei Milford Graves und arbeitete seitdem u. a. mit Nels Cline, Eugene Chadbourne, Trevor Dunn, Mary Halvorson, Jon Irabagon, George Lewis, Tony Malaby, Butch Morris, Matana Roberts, Herb Robertson, Jason Stein und Nate Wooley, ferner mit den Punkbands Ned Muffleburger und Millions of Dead Cops. 
Unter eigenem Namen legte Pride eine Reihe von Alben für Label wie Not Two oder AUM Fidelity vor; daneben betätigte er sich als Bildender Künstler und komponiert Musik für Film, Fernsehen (wie für die MTV-Serie Room Raiders) und Videospiele. Um 2021 legte Pride das Album I Hate Work vor, an dem u. a. Jamie Saft beteiligt war, gefolgt vom Duoalbum Summertime (2024) mit Jonathan Moritz. Im Bereich des Jazz wirkte Pride zwischen 2001 und 2022 bei 41 Aufnahmesessions mit. Zu hören ist er auch auf After Caroline von Jason Steins Locksmith Isidore (2018), Jeremiah Cymermans Body of Light (2024) und auf Jon IrabagonsI Don’t Hear Nothin’ but the Blues Volume 3 Part 2: Exuberant Scars (2024).

## Diskographische Hinweise
- Scrambler (Not Two Records, 2005), mit William Parker; Charlie Looker, Tony Malaby
- MPThree: Sleep Cells (2006), mit Mary Halvorson, Trevor Dunn
- Jack Wright / Ben Wright / Mike Pride / Nate Wooley: Tenterhooks (Bug Incision Records, 2009)
- Mike Pride's from Bacteria to Boys (AUM Fidelity, 2010), mit Darius Jones, Peter Bitenc, Alexis Marcelo
- Kirk Knuffke & Mike Pride: The Exterminating Angel (Not Two Records, 2012)
- Jon Irabagon / Mike Pride / Mick Barr: I Don't Hear Nothin' But the Blues Volume 2: Appalachian Haze (Irabbagast Records, 2012)
- Mike Pride & Jonathan Moritz: The Invitation (Astral Spirits, 2020)
- Shawn E. Hansen, Mike Pride & Clayton Thomas: Dreamband (2023)